# 神の子どもたちはみな踊る
『神の子どもたちはみな踊る』（かみのこどもたちはみなおどる）は、村上春樹の連作短編小説集。2000年2月に新潮社より刊行された。『新潮』に「地震のあとで」という副題付きで連載された、表題作『神の子どもたちはみな踊る』をはじめ5編の短編と、書き下ろし短編1編を収録する。2002年2月に新潮文庫として文庫化された。
本書の登場人物は皆、1995年1月に発生した阪神・淡路大震災に間接的に関わっている。また村上は「解題」において、同年3月にオウム真理教が引き起こした地下鉄サリン事件との関連にも触れており、この短編集では以後の作品に出てくる「ある種の圧倒的な暴力」の片鱗を描いているという。
映画化、舞台化、テレビドラマ化がされている。

## 収録作品
|   | タイトル                 | 初出                 | 英訳                                                       |
| - | ------------------------ | -------------------- | ---------------------------------------------------------- |
| 1 | UFOが釧路に降りる        | 『新潮』1999年8月号  | UFO in Kushiro (The New Yorker. March 19, 2001)            |
| 2 | アイロンのある風景       | 『新潮』1999年9月号  | Landscape with Flatiron (Ploughshares. September 22, 2002) |
| 3 | 神の子どもたちはみな踊る | 『新潮』1999年10月号 | All God's Children Can Dance (Harper's. October, 2001)     |
| 4 | タイランド               | 『新潮』1999年11月号 | Thailand (Granta. July 7, 2001)                            |
| 5 | かえるくん、東京を救う   | 『新潮』1999年12月号 | Super-Frog Saves Tokyo (GQ. June, 2002)                    |
| 6 | 蜂蜜パイ                 | 書き下ろし           | Honey Pie (The New Yorker. August 20 & August 27, 2001)    |

## 装画

単行本の装画に使われた北脇昇の「空港」

単行本の装画（表紙、裏表紙、扉絵）には、北脇昇の「空港」（1937年）が使用された。また各短編のタイトルに付けられた挿絵も北脇の作品である。文庫化された際も「空港」が表紙に使用された。1997年に東京国立近代美術館で開かれた特集展示「北脇昇展」を見たときに村上は「とても心が惹かれ」たという。村上は次のように述べている。「東京の近代美術館で北脇昇さんの特集展示をやっていて、それを見てとても心を惹かれました。戦前のシュールレアリスト風の絵画から、戦争中のいささか国家主義的色彩をふくんだ作品、そして深く沈潜した戦後の作品へとスタイルは大きく変化するものの、彼の絵の中に一貫して含まれている『異様な個人的風景』は、僕の作品のある部分に通底しているような気がしたのです」。なお、現在の新潮文庫版は英訳版と同じもの（カエルが3匹立ち並んでいるイラスト）を使用している。

## ゴダールの影響
ドストエフスキーの『悪霊』の一節（江川卓訳）と、ジャン＝リュック・ゴダールの映画『気狂いピエロ』の一節がエピグラフに引用されている。『村上朝日堂ホームページ』上で「ゴダールの影響は？」という読者からの質問に対し、村上は「はっきり言って、僕はゴダールの映画に強い影響を受けています」と答えている。『村上朝日堂ホームページ』の別の箇所では「高校時代、神戸のアートシアターでヌーヴェルバーグものを見まくったんですが、（中略）あの当時、神戸の街で僕くらい深くジャン・リュック・ゴダールを愛していた人間はそんなにいなかったと思います」と述べている。
また、佐々木マキを論じた文章の中で村上はこう述べている。「『このマンガはいったい何を表現しようといているのか？』と僕は考えてみた。もちろんそれは何も表現してはいなかった。（中略） 問題はスタイルであるという気がした。佐々木マキは彼独自の強固なスタイルを所有しており、そのスタイル＝文体そがすべてを統轄しているのだ。（中略） はじめてジャン＝リュック・ゴダールの映画を観た時にも僕は同じようなことを感じた」。

## 翻訳
2002年8月、本書の英訳版『after the quake』がクノップフ社より刊行された。訳者はジェイ・ルービン。ルービンによれば、英語版のタイトルを『after the quake』とし、文字をすべて小文字にすることを提案したのは村上自身だという。
その他、以下の各国語版が翻訳され出版されている。
| 翻訳言語        | 翻訳者                       | 発行日        | 発行元                 |
| --------------- | ---------------------------- | ------------- | ---------------------- |
| 英語            | ジェイ・ルービン             | 2002年8月13日 | Knopf（米国）          |
| 英語            | ジェイ・ルービン             | 2002年10月3日 | Harvill Press（英国）  |
| フランス語      | Corinne Atlan                | 2002年2月7日  | Belfond                |
| ドイツ語        | Ursula Gräfe                 | 2003年8月     | DuMont Buchverlag Gmbh |
| イタリア語      | ジョルジョ・アミトラーノ     | 2005年        | Einaudi                |
| スペイン語      | Lourdes Porta                | 2013年2月5日  | Tusquets Editores      |
| カタルーニャ語  | Albert Nolla                 | 2013年7月2日  | Editorial Empúries     |
| オランダ語      | ヤコバス・ウェスタホーヴェン | 2008年1月     | Atlas                  |
| デンマーク語    | Mette Holm                   | 2008年5月30日 | Klim                   |
| ノルウェー語    | Ika Kaminka                  | 2002年        | Pax forlag             |
| ポーランド語    | Anna Zielińska-Elliott       | 2006年        | Muza                   |
| チェコ語        | Tomáš Jurkovič               | 2010年        | Odeon                  |
| ルーマニア語    | Iuliana Oprina               | 2006年        | Polirom                |
| クロアチア語    | Maja Šoljan                  | 2003年        | Vuković & Runjić       |
| ロシア語        | Андрей Замилов               | 2006年        | Eksmo                  |
| リトアニア語    | Jurgita Polonskaitė          | 2013年        | Baltos lankos          |
| 中国語 (繁体字) | 頼明珠                       | 2000年8月1日  | 時報文化               |
| 中国語 (簡体字) | 林少華                       | 2009年8月     | 上海訳文出版社         |
| 韓国語          | キム・ユゴン                 | 2010年10月    | 文学思想社             |
| タイ語          |                              | 2003年        |                        |

## 映画
表題作「神の子どもたちはみな踊る」が2008年にアメリカ合衆国で映画化された。

## 舞台
『神の子どもたちはみな踊る after the quake』のタイトルで舞台化され、2019年7月31日から8月16日まで東京公演が行われた。「かえるくん、東京を救う」「蜂蜜パイ」の2つを取り上げて舞台化したフランク・ギャラティの脚本（2005年米国にて上演）を倉持裕が演出。蜷川幸雄が演出した舞台『海辺のカフカ』に続くコラボレーション「Ninagawa × Murakami」の第2弾として構想されながら、蜷川の逝去で中断していた企画だった。
キャスト
- 淳平：古川雄輝
- 小夜子：松井玲奈
- 片桐、高槻：川口覚
- 沙羅（子役）：横溝菜帆、竹内咲帆 ※Wキャスト
- かえる、語り手：木場勝己

## テレビドラマ
『地震のあとで』（じしんのあとで）のタイトルで、2025年4月5日から26日までNHK総合の「土曜ドラマ」枠でテレビドラマ化された。本作を原作とした1話完結のオムニバス方式で、原作の舞台を1995年だけでなく、2025年にいたる設定に置き換えることで、「今」に続く「地震のあと」の30年の時間を描く。第4話『続・かえるくん、東京を救う』は原作『かえるくん、東京を救う』の続編であり、ほぼオリジナルの物語となっている。

同年10月3日には、『アフター・ザ・クエイク』のタイトルで、新撮シーンを追加した再編集映画が公開予定。

### ストーリー

#### 第1話『UFOが釧路に降りる』（ストーリー）
1995年。

#### 第2話『アイロンのある風景』（ストーリー）
2011年1月から3月11日未明。

#### 第3話『神の子どもたちはみな踊る』（ストーリー）
2020年。

#### 第4話『続・かえるくん、東京を救う』（ストーリー）
2025年。

### キャスト（テレビドラマ）
★＝各話主演。

#### 第1話『UFOが釧路に降りる』
小村徹★
演 - 岡田将生
オーディオ機器専門店に勤めている。妻が突然姿を消してしまい、茫然自失の中、後輩の佐々木から「箱」を託され釧路へ旅に出る。
小村未名
演 - 橋本愛
小村の妻。阪神・淡路大震災のニュース映像を5日間見続けた後、2度と戻らないという置手紙を残して突然家を出ていく。原作では名前は記されていない。
シマオ
演 - 唐田えりか
ケイコの友人で、ケイコと共に釧路で小村を出迎える不思議な雰囲気の女性。
佐々木ケイコ
演 - 北香那
小村の後輩の佐々木の妹。釧路に住み、小村を出迎える。
神栖
演 - 吹越満
未名が出ていった後、姪である未名の代理として離婚届を持って小村に会いに来る男。原作には登場しない。
佐々木
演 - 泉澤祐希
小村の後輩。小村に釧路の妹に渡してほしいと「箱」を託す。
客
演 - 細馬宏通
小村の店でスピーカーをノックして回る奇妙な客。

#### 第2話『アイロンのある風景』
順子★
演 - 鳴海唯
父親との関係が上手くいかず、高校3年の時に家出をして茨城の鹿島灘にある海辺の町に辿り付き、コンビニ店員として働く。
三宅
演 - 堤真一
順子の働くコンビニに毎日買い物にやってくる神戸出身の男。夜中に海辺でよく焚き火をしている。
啓介
演 - 黒崎煌代
順子の同棲中の彼氏。サーフィンとギターに興じる大学生。実家は和菓子屋。
店員
演 - ジャメル・タグレ、メラニー、水楢由香
順子が働くコンビニの同僚。

#### 第3話『神の子どもたちはみな踊る』
善也★
演 - 渡辺大知（少年時代：黒川想矢）
9年前の東日本大震災を機に信仰を捨てた宗教二世。耳たぶの欠けた男を偶然見かけ、実の父ではないかと疑い、後を付ける。
田端
演 - 渋川清彦
善也に神の教えを説いてきた新興宗教の信徒。末期癌で自らの命が長くないことを悟り、善也にある告白をする。
ミトミ
演 - 木竜麻生
善也の会社の同僚。原作には登場しない。
善也の母
演 - 井川遥
10代の頃より完璧な避妊をしても何度も妊娠し、死に場所を探し求めているところを田端に救われて、それ以来熱心な信者となる。
男性
演 - 首藤康之
善也が地下鉄で見かけた、ハンチング帽で眼鏡をかけた60歳前後の耳たぶの欠けた男。
浅沼浩
演 - 小坂竜士
善也が乗ったタクシーの運転手。原作では名前は記されていない。
その他
演 - 望月めいり (第4話）、千原青

#### 第4話『続・かえるくん、東京を救う』
片桐正一★
演 - 佐藤浩市
駐車場の警備員。「東京安全信用金庫」を定年退職しネットカフェで暮らす。30年前に「かえるくん」と会っているが、その記憶をすべて忘れている。
謎の男
演 - 錦戸亮
片桐の前に現れる謎の男。関西弁を話す。「神戸ふれあいホーム」のヘルパー。
山賀
演 - 津田寛治
片桐の同僚警備員。
かえるくん
演 - 澤井一希（声：のん）
片桐の前に現れた巨大な蛙。30年前も片桐の前に現れ、片桐と共に東京に大地震を起こそうとしていた「みみずくん」と戦った。
店員
演 - 宮田佳典
片桐が暮らすネットカフェの店員。
清掃員
演 - しのへけい子
片桐が働く駐車場の清掃員。
男性、女性
演 - 奥野瑛太、犬嶋英沙
片桐に苦情を言う駐車場客とその連れ。
女性、男性
演 - 三浦郁子、森山比呂己
公園で片桐に挨拶する車椅子の老婆と、髪を切っている老人。

### スタッフ
- 原作 - 村上春樹『神の子どもたちはみな踊る』より[6]
- 脚本 - 大江崇允[6]
- 音楽 - 大友良英[6]
- 制作統括 - 山本晃久、樋口俊一、京田光広[6]
- プロデューサー - 訓覇圭、中川聡子
- 演出 - 井上剛[6]

### 放送日程
| 話数  | 放送日  | サブタイトル               |
| ----- | ------- | -------------------------- |
| 第1話 | 4月05日 | UFOが釧路に降りる          |
| 第2話 | 4月12日 | アイロンのある風景         |
| 第3話 | 4月19日 | 神の子どもたちはみな踊る   |
| 第4話 | 4月26日 | 続・かえるくん、東京を救う |

| NHK総合 土曜ドラマ                  | NHK総合 土曜ドラマ                   | NHK総合 土曜ドラマ                           |
| 前番組                              | 番組名                               | 次番組                                       |
| ----------------------------------- | ------------------------------------ | -------------------------------------------- |
| 水平線のうた （2025年3月1日 - 8日） | 地震のあとで （2025年4月5日 - 26日） | エンジェルフライト （2025年5月3日 - 6月7日） |

### 再編集映画
『アフター・ザ・クエイク』のタイトルで、テレビドラマ版を再編集した映画が2025年10月3日に公開予定。監督はテレビドラマ版と同様に井上剛、主演は同じく岡田将生と鳴海唯と渡辺大知と佐藤浩市。
映画版は、テレビドラマ版と物語を共有しつつ、映画版のために撮影した新たなシーンを追加し、再編集した作品となっている。

#### スタッフ（再編集映画）
- 原作 - 村上春樹『神の子どもたちはみな踊る』（新潮文庫刊）
- 監督 - 井上剛
- 脚本 - 大江崇允
- 音楽 = 大友良英
- 製作 - 樋口俊一、安川尚宏、定井勇二
- プロデューサー - 山本晃久、訓覇圭
- アソシエイトプロデューサー - 京田光広、中川聡子
- ラインプロデューサー - 福井一夫
- 監督補 - 渡辺直樹
- 撮影 - 渡邉寿岳
- 照明 - 中西克之
- 美術 - 徐賢先
- 録音 - 川俣武史
- 装飾 - 松尾文子
- 助監督 - 熊野桂太
- スタイリスト / 衣装 - 纐纈春樹
- ヘアメイク - 馬場五大
- 特殊造形 - JIRO
- 編集 - 大庭弘之
- リレコーディングミキサー - 野村みき
- サウンドエディター - 大保達哉
- 製作 - キアロスクロ、NHK、NHKエンタープライズ
- 制作プロダクション - キアロスクロ
- 配給・宣伝 - ビターズ・エンド